# 6–9 Broomhill
Unter der Adresse 6–9 Broomhill in der schottischen Ortschaft Burntisland in der Council Area Fife befindet sich eine Villa. 1977 wurde das Bauwerk als Einzeldenkmal in die schottischen Denkmallisten in der höchsten Denkmalkategorie A aufgenommen.

## Geschichte
Eine Mrs Beatson gab die Doppelvilla im Jahre 1858 in Auftrag. Für den Entwurf zeichnet der schottische Architekt Frederick Thomas Pilkington verantwortlich, der seine Pläne fünf Jahre später auch der Royal Scottish Academy präsentierte. Die Villa steht auf dem Fundament der ehemaligen Stadtmauer Burntislands, die zu Zeiten Karl I. errichtet wurde.

## Beschreibung
Die Villa steht nahe dem Ostende der Straße Broomhill im Süden von Burntisland. Sie ist in einer freien Interpretation des neugotischen Stils ausgestaltet. Die Fassade ist nicht gleichförmig ausgestaltet. Die Spitzbogenfenster mit Bekrönungen und reliefierten Archivolten sind teils gekuppelt und durch Trumeaupfeiler getrennt. Es sind drei-, vier-, sechs- und zwölfteilige Bleiglasfenster verbaut. Die Eingangsportale sind mit schlichten Säulen und Kämpferfenstern gestaltet. Gesimse und verschieden ausgestaltete Friese gliedern die Fassade horizontal. Die Fassaden schließen mit einem Kranzgesims. Die Giebel sind teils mit schlichten Staffelgiebeln gestaltet.